# Libertad (Misamis Oriental)
Libertad è una municipalità di quinta classe delle Filippine, situata nella Provincia di Misamis Oriental, nella Regione del Mindanao Settentrionale.
Libertad è formata da 9 baranggay:
- Dulong
- Gimaylan
- Kimalok
- Lubluban
- Poblacion
- Retablo
- Santo Niño
- Tangcub
- Taytayan